# Sam Angel
Sam Angel (* 30. November 1920 in San Francisco, Kalifornien; † 21. März 2007 in Las Vegas, Nevada) war ein professioneller US-amerikanischer Pokerspieler. Er gewann zwei Bracelets bei der World Series of Poker.

## Persönliches
Angel finanzierte sich seine Pokerkarriere als Juwelier. In den 1950er-Jahren arbeitete er zudem als Fahrer des High Rollers Nick Dandolos. Am 21. März 2007 starb Angel im Alter von 86 Jahren in Las Vegas.

## Pokerkarriere

### Werdegang
Angel gewann bei der World Series of Poker (WSOP) 1973 im Binion’s Horseshoe in Las Vegas sein erstes Bracelet. Dafür setzte er sich in der Variante Limit Razz gegen 31 andere Spieler durch und erhielt eine Siegprämie von 32.000 US-Dollar. Zwei Jahre später gewann er das Turnier erneut und sicherte sich sein zweites Bracelet sowie 17.000 US-Dollar. Bei der WSOP in den Jahren 1984 und 1987 erreichte er je einmal die Geldränge.
Insgesamt hat sich Angel mit Poker bei Live-Turnieren 182.000 US-Dollar erspielt.

### Braceletübersicht
Angel kam bei der WSOP viermal ins Geld und gewann zwei Bracelets:
| Jahr | Buy-in (in $) | Turnier    | Teilnehmer | Preisgeld (in $) |
| ---- | ------------- | ---------- | ---------- | ---------------- |
| 1973 | 1000          | Limit Razz | 32         | 32.000           |
| 1975 | 1000          | Limit Razz | 17         | 17.000           |